# إريك هاينريكس
أكسل إريك هاينريكس (21 يوليو 1890 - 16 نوفمبر 1965) كان فريقًا في الجيش الفنلندي. شغل منصب رئيس الأركان العامة أثناء فترة السلام المؤقت وحرب الاستمرار (1940-1941 ومن 1942-1944) وقائدًا أعلى للقوات المسلحة لفترة قصيرة بعد الحرب (1944-1945).